# Les Maruo
Les Maruo (丸尾玲寿里?, Maruo Reisuri; Yokkaichi, 14 febbraio 1996) è un giocatore di football americano giapponese che gioca come linebacker per gli Edmonton Elks.

## Palmarès
- 1 Grey Cup (Winnipeg Blue Bombers, 2021)